# Alf-Gerd Deckert
Pour les articles homonymes, voir Deckert.
Alf-Gerd Deckert, né le 4 juillet 1955 à Halle, est un fondeur est-allemand.

## Biographie
Il est le frère de Manfred Deckert, sauteur à ski de haut niveau. Il a été marié avec la nageuse Petra Thümer pendant une courte période.
Aux Championnats du monde 1978 à Lahti, son meilleur résultat individuel est dixième au cinquante kilomètres. Pour ses seuls jeux olympiques en 1980 à Lake Placid, il finit notamment neuvième du trente kilomètres. En 1980, il remporte aussi le titre national sur le quinze kilomètres.

## Palmarès

### Jeux olympiques
| Épreuve / Édition | Lake Placid 1980 |
| 15 km             | 37e              |
| 30 km             | 9e               |
| 50 km             | 26e              |

### Championnats du monde
| Épreuve / Édition | Lahti 1978 |
| 15 km             | 52e        |
| 30 km             | 21e        |
| 50 km             | 10e        |
| Relais            | 8e         |

### Championnats d'Europe junior
- Médaille de bronze du relais en 1974.